# Pristimantis wiensi
Pristimantis wiensi es una especie de anfibio anuro de la familia Craugastoridae.

## Distribución
Esta especie es endémica de la provincia de Huancabamba en la región Piura de Perú. Habita entre los 1600 y 1735 m de altitud en el lado occidental de la cordillera de Huancabamba.

## Descripción
Los machos miden de 27.8 a 33.0 mm y las hembras 37.0 mm.

## Etimología
Esta especie lleva el nombre en honor a John Joseph Wiens.

## Publicación original
- Duellman & Wild, 1993 : Anuran amphibians from the Cordillera de Huancabamba, northern Peru: systematics, ecology, and biogeography. Occasional Papers of the Museum of Natural History University of Kansas, n.º 157, p. 1-53[6]